# Szamoscikó
Szamoscikó (románul Țicău), település Romániában, a Partiumban, Máramaros megyében.

## Fekvése
Szilágycsehtől keletre, a Cikói szoros északi bejáratánál, a Szamos bal partján fekvő település.

## Története
Szamoscikó, Cikó nevét  1543-ban említette először oklevél Czykofalva néven, mint Kővár tartozékát, a Drágffyak birtokát.
1549-ben Chykofalva, 1555-ben Cykofalwa, 1808-ban Czikó ~ Csikó, 1913-ban Szamoscikó néven írták. 1555-ben Cykofalwa a Kusalyi Jakcs Boldizsár, Mihály és András birtoka volt, amely Bélteki Drágffy Györgyről szállt rájuk, majd 1583-ban a falu Gyulafi Istvánhoz került. 1601-ben Basta zsoldosai égették fel a falut. 1617-ben Kun István, majd a Wesselényiek birtokába került. 1810-ben a faluban 55 gazdát írtak össze. Ez évben, gr. Tholdi Zsigmond halála után pereskedés indul fiai közt. A per után a birtokot Péchy Zsigmond vásárolja meg, aki itt kastélyt és mellé nagy parkot épít a falu északi részén.
A falu lakosai református hitre térésének idejéről nem maradtak fenn adatok. 1678-ban már Sárközi János, később Ákosi Sebestyén volt a cikói lelkipásztor. Az 1700-as években Szamosardó leányegyháza volt, 1750 után vált önálló református egyházzá, mert Kun István kiegészítette a papi bért 10 veder borral és két vízimalom szombati vámjával. 1910-ben 477 lakosából 174 magyar, 267 román, 34 cigány volt. Ebből 14 római katolikus, 307 görögkatolikus, 143 református volt.
A trianoni békeszerződés előtt Szilágy vármegye Szilágycsehi járásához tartozott.

## Nevezetességek
- Görögkatolikus fatemploma 1710-ben épült.
- Református temploma 1799-ben épült, gróf Tholdi Zsigmond és neje báró Bánffy Rákel támogatásával, melyet 1901-ben újítottak meg. Karzatán olvasható:

Ez a helység régentén magyarokból állott, / Kiknek száma mára tíz gazdára szálott.

## Hivatkozások

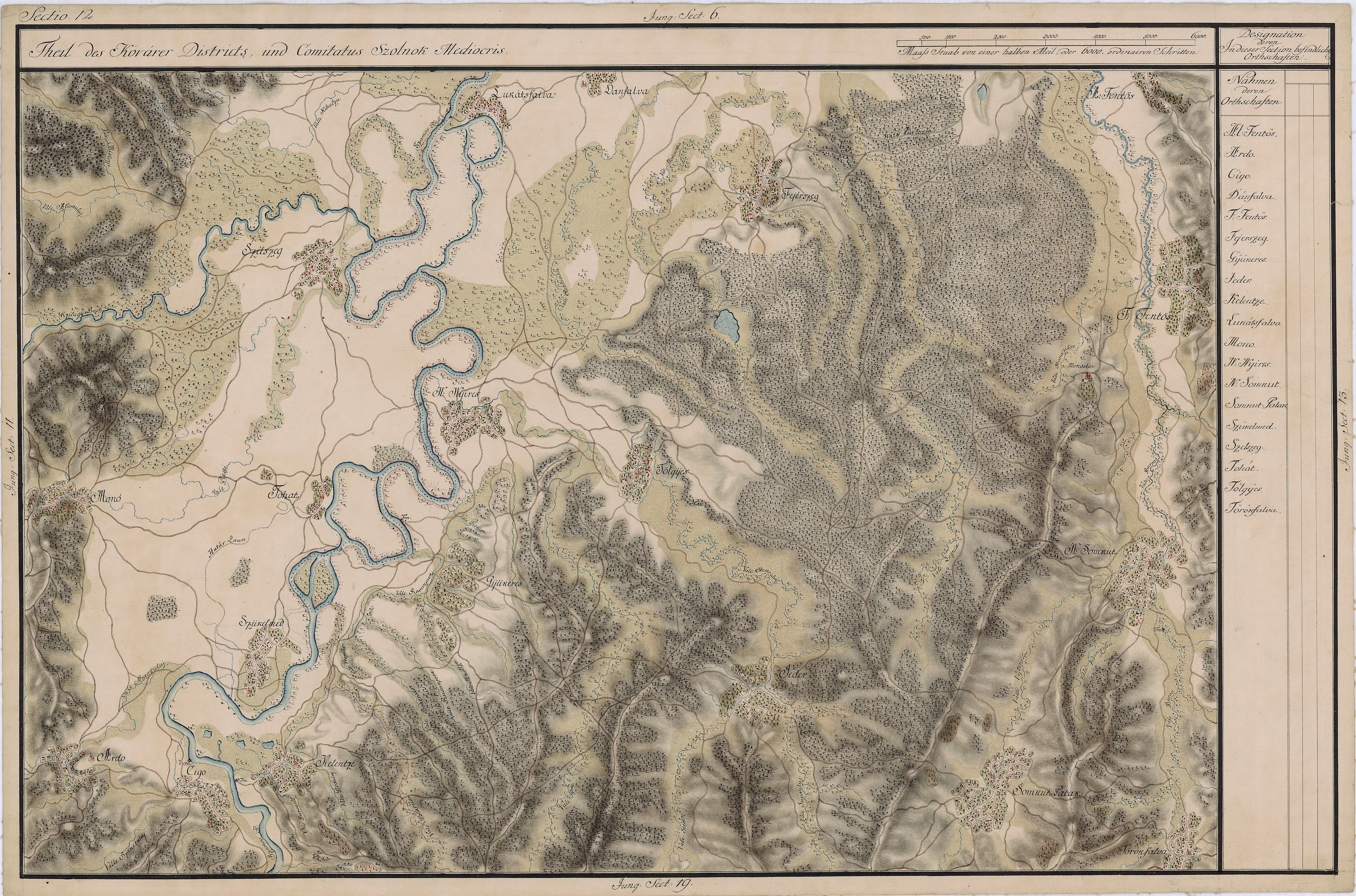
Szamoscikó egy régi térképen